# Brigade Süd
Die Brigade Süd oder Brigade Sør ist eine geplante Brigade der Norwegischen Streitkräfte. Die geplante Brigade soll dabei Infrastruktur, vor allem Häfen an der norwegischen Küste verteidigen. Die Brigade wird aus Reservisten bestehen, die bei Bedarf aktiviert werden sollen. Die geplante Stärke der Brigade soll zwischen 3000 und 5000 Soldaten liegen. Das Hauptquartier soll in der Kaserne Rena leir liegen. Bei der Brigade handelt es sich um eine Reaktivierung der 2002 deaktivierten Brigade Süd.